# Geistliche Verwaltung der Muslime der Krim

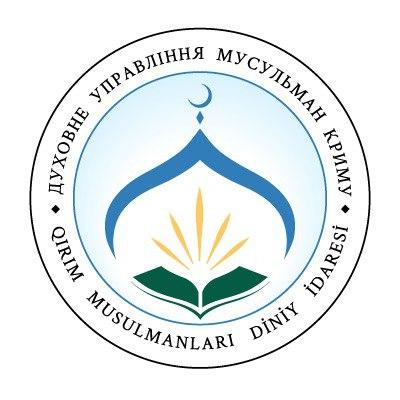
Logo der DUMK

Die Geistliche Verwaltung der Muslime der Krim (ukrainisch Духовне управління мусульман Криму, krimtatarisch Qırım Musulmanları Diniy İdaresi, kurz DUMK) ist die zentrale Verwaltungsbehörde der Muslime der Krim.

## Gründungsgeschichte und Struktur
Als indigenes Volk der Ukraine haben die Gemeinschaften der Krimtataren zusammen mit anderen muslimischen Gemeinschaften die Initiative ergriffen, eine geistliche Verwaltung zu schaffen, um die muslimische Gemeinschaft der Ukraine effektiver zu organisieren und zu entwickeln. Die Geistliche Verwaltung der Muslime der Krim wurde am 31. August 1992 gegründet.
Die DUMK ist Mitglied des Allukrainischen Rats der Kirchen und religiösen Organisationen.
An der Spitze der DUMK steht ein Mufti, dem seine Stellvertreter und ein Vertreter des Medschlis des Krimtatarischen Volkes unterstellt sind. Sie werden alle vier Jahre vom Kongress der Muslime der Krim gewählt. Die DUMK ist die größte spirituelle und administrative Behörde der Muslime in der Ukraine.
Die DUMK besitzt Moscheen, Zentren und Andachtsräume in Kiew und den Regionen Kiew, Wolyn, Lwiw, Odessa und Cherson.

## Ziele und Projekte
Die strategischen Ziele der DUMK sind der Schutz der Menschenrechte und Religionsfreiheiten, die Konsolidierung, Stärkung und Entwicklung muslimischer Gemeinschaften in der Ukraine, die Aufklärung und Förderung der Entwicklung der islamischen Kultur und Wissenschaft, die Durchführung von Bildungsprogrammen und die Ausbildung junger Menschen in Fragen der Einhaltung islamischer Traditionen und der krimtatarischen Kultur.
Die Projekte der DUMK beinhalten die wöchentliche Programmausstrahlung religiöser und pädagogischer Inhalte in der krimtatarischen Sprache auf ATR, die Aufzeichnung von Predigten und Unterrichtsstunden sowie deren Ausstrahlung auf YouTube, die Veröffentlichung von allgemeinbildender Literatur zum Islam, die Übersetzung des Korans in die krimtatarische Sprache, Schulungen für Imame, das Senden junger Menschen zur islamischen Bildung in muslimische Länder, Vorträge, Schulungen und Seminare für Nicht-Muslime an Universitäten, Instituten und öffentlichen Einrichtungen, die Wiederbelebung des islamischen Erbes des Khanats der Krim, Spenden für Wohltätige Zwecke, die Eröffnung islamischer Finanzfonds, die Eröffnung ziviler Schiedsgerichte und die Teilnahme an Gipfeltreffen, Kongressen, Konferenzen, Sitzungen von Ausschüssen und Kommissionen auf internationaler Ebene.

## Jüngere Geschichte
2010 wurden der DUMK von Saudi-Arabien 200 Plätze für den Haddsch zugeschrieben, mehr als allen anderen religiösen Organisationen der Ukraine.
Nach der Annexion der Krim 2014 zogen zahlreiche muslimische Einwanderer in die Städte des ukrainischen Festlandes und bildeten muslimische Gemeinschaften. Emirali Ablajew, ein religiöser Führer, der angeblich mit dem russischen Geheimdienst zusammenarbeitete, wurde als Mufti der Krim eingesetzt. Danach bestand die Notwendigkeit, ein muslimisches Zentrum zu schaffen, das nicht von Russland kontrolliert wird. 2016 fand in Kiew ein Delegiertenkongress statt, an dem 40 Vertreter von 14 verschiedenen krimtatarischen muslimischen Organisationen der Ukraine aus den Regionen Cherson, Kiew, Lwiw und Winnyzja sowie Vertreter des Medschlis und der Kurultai teilnahmen. Ajder Rustemow wurde zum Mufti gewählt und der Sitz der DUMK nach Kiew verlegt.
Im Mai 2019 traf sich der neu gewählte Präsident Wolodymyr Selenskyj mit religiösen Führern der ukrainischen Muslime, darunter dem Vorsitzenden der DUMK Ajder Rustemow.